# Elfpunk
Elfpunk è un sottogenere dello urban fantasy, nello specifico consiste in racconti e storie in cui fate e elfi vengono trasportati da un ambiente rurale e folkloristico in un ambiente urbano moderno.
Durante la cerimonia di premiazione per il 2007 del National Book Award, il giurato Elizabeth Partridge ha spiegato la differenza tra elfpunk e urban fantasy, citando l'amico giurato Scott Westerfeld ha detto "Nell'Elfpunk c'è abbastanza spesso la presenza di elfi e fate e tradizione (... Holly Black è elfpunk classico) ci sono già abbastanza creature, e le sta usando. Urban fantasy, comunque, può avere alcune creature totalmente inventate".

## Autori di Elfpunk
Alcuni lavori di questo sottogenere sono:
- Holly Black, Tithe
- Emma Bull, War for the Oaks
- Eoin Colfer, Artemis Fowl
- Charles de Lint, Jack the Giant-Killer
- John M. Ford, The Last Hot Time
- Mercedes Lackey, la serie Serrated Edge
- Delia Sherman, Changeling
- Josepha Sherman, Son of Darkness
- Adam Stemple, Singer of Souls
- Terri Windling, editore, la serie Borderland
- Lisa Tuttle, La Maledizione del Ramo d'Argento